# Ipados
iPadOS (baserat på IOS och i marknadsföringssyfte skrivet iPadOS) är ett operativsystem som släpptes den 24 september 2019 och är utvecklat av Apple. Ipados presenterades på Apples Worldwide Developers Conference (WWDC) 2019 och är IOS för Ipad med ett nytt namn, detta för att vidare skilja mellan Iphone och Ipad.

## Historia
Från när Ipad först presenterades tills 2019 använde Ipaden smått modifierad version av IOS, som för varje år fått fler unika funktioner som inte funnits på Iphone. Dessa inkluderar saker som att kunna ha två eller fler appar på skärmen samtidigt, fler appar på hemskärmen samt support för Apple Pencil. Under WWDC 2019 presenterade Apple Ipados 13 vid sidan om IOS 13, för att på så vis kunna erkänna det som egen plattform eftersom det skiljer såpass mycket mellan IOS på Iphone och IOS på Ipad.

## Funktioner
Ipados delar mycket funktionalitet med Iphones, exempelvis så fick både Ipados 13 och IOS 13 mörkt läge, vilket gör så att grafiska element i systemet blir mörkare. Ipados har dock en hel del unika funktioner, både funktioner som tidigare funnits i IOS 11 och 12 för Ipad, såsom möjligheten att komma åt dockan även inne i appar och ordentlig multitasking.
Till att börja med fick Ipados 13 bland annat en ny layout för hemskärmen samt möjligheten att använda en Ipad som en sekundär skärm för Mac OS.
Med Ipados 13.4 fick Ipads ordentligt stöd för styrplattor och möss.

## Versionshistorik
Ipados ärvde sin namnkonvention samt versionsnummer från IOS och började därför på Ipados 13.
| Version   | Förannonserad | Lanserad          | Senaste version                    |
| --------- | ------------- | ----------------- | ---------------------------------- |
| Ipados 13 | 3 juni 2019   | 24 september 2019 | Ipados 13.6.1 (12 augusti 2020)    |
| Ipados 14 | 22 juni 2020  | --                | Ipados 14 beta 5 (18 augusti 2020) |

### Ipados 13
Ipados 13 utannonserades den 3 juni 2019 under Apples årliga utvecklarkonferens WWDC och släpptes den 24 september 2019. Detta var den första versionen av Ipados. Nytt var bland annat en ny layout för hemskärmen.
Den 24 mars 2020 släppte Apple Ipados 13.4 vilket inkluderade ordentligt stöd för styrplattor och möss, detta i samband med presentationen av ett nytt tangentbord för Ipad Pro med inbyggd styrplatta.

### Ipados 14
Ipados 14 utannonserades den 22 juni 2020 under Apples årliga utvecklarkonferens WWDC. Nya funktioner inkluderar bland annat möjligheten att skriva i vanliga textrutor med Apple Pencil, en funktion Apple kallar för Scribble. Ipados 14 ärver samtidigt många funktioner från IOS 14, bland annat nya omdesignade widgets. Till skillnad från IOS 14 så kan man inte dra ut widgets bland ikonerna eller komma åt det så kallade App Library på hemskärmen i Ipados 14.

## Kompatibla enheter
Ipados har support för Ipad med en Apple A8/A8X-processor eller senare. Programvaran är inte kompatibel med enheter som har 1 GB RAM-minne eller mindre, dessa inkluderar Ipad Air, Ipad Mini 2 och Ipad Mini 3. Enheter som stöds av Ipados inkluderar:
- Ipad Air 2
- Ipad Air (3rd generation)
- Ipad (5th generation)
- Ipad (6th generation)
- Ipad (7th generation)
- Ipad Mini 4
- Ipad Mini (5th generation)
- Ipad Pro 9.7-inch
- Ipad Pro 10.5-inch
- Ipad Pro 11-inch
- Ipad Pro 12.9-inch (1st generation)
- Ipad Pro 12.9-inch (2nd generation)
- Ipad Pro 12.9-inch (3rd generation)